# Eora
Eora /jʊərɑː/ (ou yura)  são um povo aborígene de Nova Gales do Sul. Eora foi um nome dado pelos primeiros colonos europeus) para um grupo de aborígenes que viviam na costa do que hoje é conhecido como a baía de Sydney, em Nova Gales do Sul, na Austrália. Eles têm a mesma língua do povo darug, cujas terras ancestrais estão mais ao interior, ao oeste dos eoras.
A população foi rapidamente dizimada após o primeiro contato com os colonos, por epidemias de varíola e outras doenças. Seus descendentes sobreviveram, mas sua língua, modo de vida, sistema social e tradições foram perdidas.
A datação por radiocarbono sugere que a atividade humana em volta de Sydney acontece por ao menos 30 mil anos, tendo início no período Paleolítico Superior. Mas, muitas das ferramentas de pedra aborígenes encontradas nos subúrbios oeste de Sydney datam de 45 a 50 mil anos A.C., através de análises de sedimentos de cascalho. Isso sugere que os humanos podem ter povoado a região antes do que era pensado.

## Etnônimo

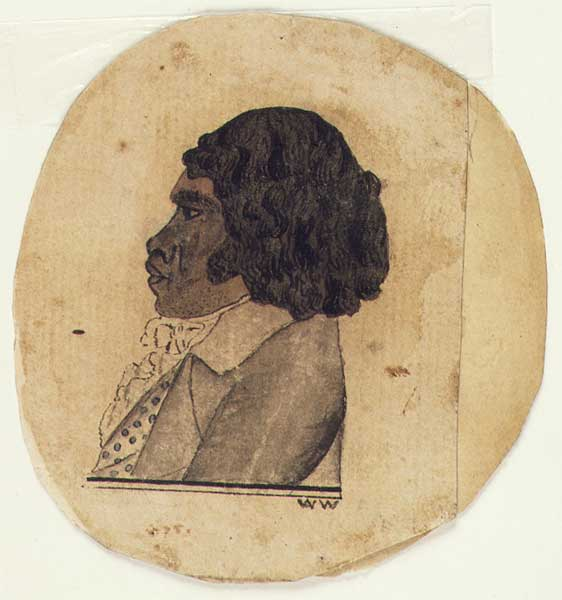
Retrato de Bennelong, um wangal sênior dos Eora

A palavra "Eora" foi usada como um etnônimo por povos não-aborígenes desde 1899, apesar de "não haver evidências de que povos aborígenes tenham usado o termo em 1788 como o nome da língua ou do grupo das pessoas que habitavam a península de Sydney". Desde o final do século XX, a palavra também se tornou um etnônimo entre povos aborígenes. Sua primeira aparição foi na lista de palavras por oficiais da Primeira Frota, que era principalmente traduzida como "homens" ou "pessoas".
| Fonte     | Ortografia         | Tradução                     |
| --------- | ------------------ | ---------------------------- |
| Dawes     | Eeōra              | Homens ou pessoas            |
| Collins   | Eo-ra              | O nome comum para os nativos |
| King      | Eo-ra              | Homens ou pessoas            |
| King      | Yo-ra              | Uma série de pessoas         |
| Southwell | E-ō-rǎh            | Pessoas                      |
| Anônimo   | Eō-ra (ou) E-ō-rāh | Pessoas                      |

A lista de palavras de Collins é o único trabalho original que não traduz o termo como "homens" ou "pessoas", mas em um texto de sua autoria, ele usa o termo significando "homens negros", especialmente em contraste com os homens brancos:
| “ | Conversando com Bennilong (...) [eu observei] que todos os homens brancos daqui vieram da Inglaterra. Então, eu perguntei de onde os homens negros (ou eora) vieram? | ” |

Em A Língua de Sydney (1994), Troy reescreve a palavra como yura e a traduz como "pessoas, ou povo aborígene". Além disso, Troy também dá a definição de "pessoa não-aborígene", no qual ele usa os termos wadyiman, djaraba, djibagalung, e barawalgal. A distinção entre as pessoas aborígenes e não-aborígenes observados por Troy e por fontes primárias também é encontrado em outras línguas aborígenes. Por exemplo, Giacon observou que os falantes da língua gamilaraay usam léxicos diferentes: dhayn/yinarr para homens/mulheres aborígenes e wanda/wadjiin para homens/mulheres não-aborígenes.
Além das fontes primárias, Troy e Attenbrow usam a palavra eora como a forma referencial yura e usa a definição clássica como "pessoas" ou "pessoas aborígenes", mas de 1899 em diante, autores não-aborígenes passaram a usar a palavra como etnônimo, como "pessoas aborígenes de Sydney", apesar da falta de evidências do uso. Em dois periódicos publicados em 1899, Wentworth-Bucknell e Thornton definem Ea-ora como o nome da tribo que habitava Port Jackson e o distrito de Sydney respectivamente, mas a definição parece copiada diretamente da lista de palavras de 1908. Attenbrow aponta que nenhum desses autores clarificam a área geográfica que eles descrevem, e não citam as fontes. Apesar da falta de evidência do uso da palavra como etnônimo, a palavra é usada por Tindale (1974), no Tribos Aborígenes da Austrália, e Horton (1994), no mapa presente na Enciclopédia da Austrlaía Aborígene, que circulou pelo Australian Institute of Aboriginal and Torres Strait Islander Studies.
Kohen propõe que Eora é derivada de "e", que significa "sim", e "ora", que significa "país". Dado que não há evidências primárias da origem da palavra, a hipótese é considerada especulação. Análises contemporâneas de linguística das fontes primárias também não dão suporte para a hipótese. A única fonte primária da palavra "país" é um vocabulário anônimo (ca. 1790-1792), que registra a palavra três vezes: duas como consoante nasal (no-rār, we-ree norar) e apenas uma vez como vogal inicial (warr-be-rong orah), apesar que neste caso ocorra imediatamente após a consoante nasal, e provavelmente é uma inconsistência na transcrição. Troy usa a consoante nasal em nura como "lugar ou país", assim como os outros, observando que "línguas australianas normalmente não utilizam vogais iniciais".
Apesar da falta de evidência para o uso de "eora" como etnônimo, os aborígenes de Sydney passaram a usar a palavra neste contexto. Por exemplo, o  "Protocols for welcome to country and acknowledgement" do Conselho Metropolitano da Terra Aborígene Local, trás um exemplo de reconhecimento do país: 
| “ | O Conselho Metropolitano da Terra Aborígene Local e seus membros gostariam de reconhecer os donos tradicionais das terras e suas fronteiras, os 29 clãs da nação eora [...] | ” |

O dilema do uso dos termos, que foi "inventado pelos antropólogos do século XIX (e.g. Daruk) ou modificado de seu significado original (e.g. Eora)", foi discutido pelo Escritório da Herança Aborígene:
| “ | Há um movimento de afastamento dos termos Eora, Dharug, Guringai, entre outras, mas com um senso de que elas representam parte da cultura aborígene no século XXI. Parece claro que com cada análise o tópico se torna ainda mais confuso pelas camadas de interpretação baseadas na falta de fontes primárias. Isso piorou quando escritores inventaram nomes por conveniência para resolver certos problemas. Na falta de evidência factual, parece que a tentação de preencher o vazio com alguma coisa se torna forte e que isso foi feito em a consulta dos povos aborígenes que herdaram o problema. | ” |

## Língua
A língua falada pelos Eora foi chamada de dharug desde R. H. Mattews, era usada para distinguir a falada no interior com a falada na costa, o iyora (ou eora). Ela foi descrita por David Collins como "extremamente prazerosa ao ouvido, sendo em muitas instâncias expressiva e sonora". Ela foi extinta em duas gerações, mas foi parcialmente reconstruida a partir de muitas notas feitas pelos colonos originais, como as anotações de William Dawes, que registrou palavras faladas por sua companheira, Patyegarang.
Algumas das palavras são usadas até hoje na língua dharuk (e possivelmente tharawal), incluindo: dingo=dingu; woomera=wamara; bumerangue=combinação de wamarang com bumarit, dois bastões de luta que se assemelham a espadas; corroboree=garabara; wallaby, wombat, waratah, e boobook (coruja). O termo bogey (banhar-se) vem da raíz dharuk de Port Jackson Buugi-.
Em dezembro de 2020, Olivia Fox cantou uma versão do hino nacional australiano em eora na partida entre a Austrália e Argentina no 2020 Tri Nations Series.

### Exemplo de palavras
- babunna. (irmão)[33]
- beenèna (pai)
- Berewalgal (pessoa que veio de longe)[34][35]
- doorow. (filho)[36]

## Território
O território eora era composto de cumes e cordilheiras arenosas, cavernas, manguezais, riachos e lagos de maré, e sua extensão foi estimada por Norman Tindale como cerca de 1.800 km2, indo desde a costa norte de Port Jackson até o platô do rio Hawkesbury, em volta de Pittwater. Em sua fronteira sul, o território ia até Botany Bay e o rio Georges. A fronteira oeste ia até Parramata. Eles faziam fronteira com os kuringgai ao norte, com os dharug ao oeste, e ao sul com os gweagal, um clã dos tharawal, aos arredores de Kundul. De acordo com o governador Phillip, a classificação dos eora como clã disperso em grupos de cerca de 50 membros ocultou suas relações de lealdade mais gerais. O fenômeno foi percebido pela primeira vez por David Collins e décadas depois, em 1814, por um oficial da marinha russo, Aleksey Rossiysky, que escreveu o seguinte:
| “ | Cada um deles acha que sua comunidade é a melhor. Sempre que encontra outro conterrâneo de outra comunidade, se alguém elogiar o outro homem, ele invariavalmente tentará abusá-lo, dizendo que o outro tem reputação como canibal, ladrão, um grande covarde, e assim por diante. | ” |

## Clãs
O termo eora era usado para se referir às pessoas que viviam aos arredores das colônias brancas em Sydney. O termo genérico foi usado para se referir a cerca de 29 clãs.[carece de fontes?] O tamanho dos clãs variavam entre 20 e 60 pessoas, tendo em média 50 membros. -gal denomina os clãs que são extensões de um núcleo familiar, quando é seguido do nome do local.
- Cammeraygal (Port Jackson, North Shore, Manly).
- Wanegal (ao sul do rio Parramatta,[1] indo de Long Cove até Rose Hill).
- Gadigal (parte sul de Port Jackson).[nota 3]
- Walumedigal (conhecidos como o "clã do Lutjanidae". Norte do rio Parramatta.[44] Milsons Point, na Costa Norte, oposta a Sydney Cove)".[43]
- Burramattagal (conhecidos como "clã do local das enguias". Nascente do rio Parramatta).[45]
- Bidjigal (Castle Hill).
- Norongeragal (desconhecido).
- Borogegal (Bradley Head).
- Garigal (Broken Bay, ou mais ao sul).

Os Wangal, Wallumettagal e Burramattagal constituiam os três povos de água salgada de Parramatta. Foi sugerido que eles possuiam uma herança cultural matrilinear.

## Estilo de vida
O povo eora tradicionalmente vivia perto da costa, e se mantinha principalmente com produtos vindos do mar. Eles eram peritos em navegação próximo da costa, pesca, culinária, e em comer nas baías e enseadas dentro de suas canoas. Eles não desenvolveram o cultivo, apesar de que as mulheres colhiam ervas que eram usadas em remédios. Eles se abrigavam em coberturas de pedra, que foram destruídas pelos colonos, pois elas eram ricas em fosfato, que era usado como adubo. O manuseio correto das áreas de pesca era importante: Queenscliff, Curl Curl e Dee Why eram abundantes em comida, que era retirada sazonalmente. No verão, a alimentação era a base de ostras e tainhas, que eram capturadas com o uso de redes, onde um peixe que era pescado anteriormente era usado como isca para pegar peixes maiores, que eram mortos com com lanças nas formações rochosas. No final do verão, festejavam comendo tartarugas. No inverno, recolhiam alimentos em terra firme, e caçavam por gambás, echidna, morcego-da-fruta, wallaby e cangurus.
Os eora colocavam um limite de tempo para lutas que serviam para resolver problemas entre as tribos. Elas começavam no entardecer e iam até o amanhecer.

## História
Quando a primeira colônia foi estabelecida na Cova de Sydney, os eora ficaram perplexos com os colonos destruindo suas árvores e território. Eles achavam que os visitantes eram fantasmas de sexo indefinido, até que, para sua surpresa, um marinheiro retirou suas calças para clarificar a questão. Houve dezessete encontros no primeiro mês, onde os eora tentaram defender seus direitos sobre a terra e a pesca. Mal-entendidos eram frequentes. O governador Phillip pensou erroneamente que a mutilação na têmpora das mulheres era evidência de abuso por parte dos homens, mas eram traços de luto. Desde o começo, os colonos sequestraram os eora para para treiná-los a serem intermediários entre eles e a população local. O primeiro a ser sequestrado foi o guringai Arabanoo, que morreu logo depois de varíola em 1789. Vários meses depois, Bennelong e Colebee foram capturados com um propósito similar. Colebee escapou, mas Bennelong se tornou cativo por muitos meses, aprendendo sobre as necessidades alimentícias britânicas, etiqueta, armas, hierarquia e tudo mais que os britânicos achavam necessário para conversar com ele. Eventualmente, Phillip construiu uma casa de tijolos para Bennelong onde hoje está a Ópera de Sydney, no Tubowgulle (lugar do Bennelong). A casa fo demolida cinco anos depois.
Quando a Primeira Frota chegou com os 13 mil convictos, guardas e administradores em janeiro de 1788, o número dos eora era de 1500. No início de 1789, foram feitas diversas notas sobre grandes números de corpos em decomposição de eoras que foram encontrados pelos colonos e marinheiros em costas, covas e baías. As canoas, que eram comumente vistas na costa de Port Jackson, sumiram. A doença que dizimou os nativos de Sydney, que mais tarde foi diagnosticado em abril de 1789 como uma epidemia de varíola, era chamada de gai-galla. Robert King escreve que dos cerca de 2 mil eora, metade deles (de acordo com as estimativas de Bennelong) foram dizimados pelo contágio. Além da varíola, outras doenças que foram introduzidas no país e a fome causada pela escassez de recursos písceos levaram de 30 a 50 clãs cadigal da península (kattai), que ia da Cova de Sydney ao South Head, à quase extinção. J. L. Kohen estima que de 50 a 90 por cento dos membros das tribos locais morreram nos três primeiros anos de colonização. Nenhuma criança colona sentiu os efeitos da varíola. Os ingleses negaram qualquer responsabilidade pela epidemia. Foi sugerido que convictos/colonos isolados ou o governo espalhou a varíola quando a munição se tornou escassa, e os mosquetes, quando não falhavam, se provavam ineficientes para defender o local. Sabe-se que diversos oficiais da frota tinham experiência em guerras na América do Norte, onde a varíola foi usada para destruir tribos desde 1763.
Diversas fontes estrangeiras, que eram independentes dos ingleses, como Alessandro Malaspina, em 1793, e Louis de Freycinet, em 1802, dão a impressão que as relações entre os colonos e os eoras que sobreviveram à epidemia eram no geral passivas. O governador Phillip escolheu não retaliar quando foi atingido por uma lança por Willemering em Kayemai (Cova de Manly) em 7 de setembro de 1790, na presença de Bennelong, que na época havia "voltado a ser selvagem". O governador William Bligh escreveu o seguinte em 1806: "Muito foi dito sobre a propriedade deles a serem compelidos ao trabalho escravo, mas como eu os considerava como os verdadeiros proprietários do solo, nunca sofri resistência alguma desse tipo, ou sofri qualquer golpe a ser feito contra as pessoas ou propriedades".
O governador Lachlan Macquarie estabeleceu a Instituição Nativa para hospedar e civilizar crianças aborígenes e maori, na condição que eles poderiam apenas ser visitados por seus parentes um dia por ano, em 28 de dezembro. A experiência foi um desastre, e muitas crianças morreram. Os aborígenes continuaram a acampar no centro de Sydney até que foram expulsos, como em Circular Quay em 1880.

## Canção
Uma canção eora sobreviveu. Ela foi cantada por Bennelong e Yemmerrawanne em um concerto em Londres em 1793. As palavras e melodia foram transcritas por Edward Jones e publicada em 1811. Uma versão moderna da canção foi feita por Clarence Slockee e Matthew Doyle em agosto de 2010 na Livraria do Estado de Nova Gales do Sul e disponiblizada online.

## Pessoas notáveis
- Bennelong foi um wangal dos eora,[45] e serviu como uma ligação entre a colônia britânica em Sydney e os eoras no começo da colonização. Ele recebeu uma casa de tijolos dos colonos que ficou conhecida como Ponto do Bennelong, onde agora é a Ópera de Sydney. Ele viajou para Sydney em 1792 junto com Yemmerrawanne e voltou para Sydney em 1795.
- Barangaroo, mulher de Bennelong, foi uma importante mulher cammeraygal no princípio da história de Sydney, e foi uma figura linda e feliz na colonização da Austrália. Ela foi homenageada com o subúrbio de Barangaroo em Darling Harbour.[68]
- Patyegarang, um eora que ensinou seu amante William Dawes a falar as línguas eora.
- Arabanoo, ela foi sequestrada pela milícia da Primeira Frota e treinada para ser uma intérprete.
- Pemulwuy, um guerreiro do clã bidjigal que liderou a resistência eora por mais de uma década.
- Yemmerrawanne.
- Tom Foster, um músico e perito em bumerangue.

## Nomes alternativos
- Bedia-mangora
- Cammeray, Cammera
- Ea-ora, Iora, Yo-ra
- Gouia
- Gouia-gul
- Gweagal. (Horda eora do sul de Botany Bay)
- Kadigal/ Caddiegal. (hora do sul de Port Jackson)
- Kameraigal. (horda eora)
- Kem:arai (topónimo do norte de Port Jackson).
- Kemmaraigal, Camera-gal, Camerray-gal, Kemmirai-gal
- Wanuwangul. (horda eora de perto de Long Nose Point, Balmain, and Parramatta)[69]